# MG 30
Das MG 30 war ein im Deutschen Reich entworfenes Maschinengewehr, das in der Schweiz zur Produktionsreife gebracht und produziert wurde.

## Geschichte
Der Artikel 168 des Friedensvertrags von Versailles erlegte dem Deutschen Reich starke Beschränkungen bei der Produktion von Kriegswaffen und Munition auf. Das Unternehmen Rheinmetall umging die Bestimmungen, indem es die Aktienmehrheit des schweizerischen Herstellers Waffenfabrik Solothurn AG erwarb und die Produktion dorthin verlagerte. Ziel waren Aufträge für die Neubewaffnung der Reichswehr, die ihr Arsenal modernisierte. Den Zuschlag erhielt jedoch das MG 13. Das MG 30 wurde stattdessen an das österreichische Heer sowie die Armee Ungarns geliefert, es wurde später auch in Österreich bei Steyr Daimler Puch gefertigt. Gleichwohl wurden nur etwa 5000 Exemplare hergestellt.

## Technik
Das MG 30 ist ein luftgekühlter zuschießender Rückstoßlader mit kurzem Rücklauf des Laufes. Die von Louis Stange entwickelte Verriegelung funktioniert folgendermaßen: Lauf und Verschluss sind durch eine Hülse verbunden, die beim Rücklauf gedreht wird und so den Verschluss freigibt. Der Wahlschalter für die Feuerart ist der Abzug selbst; die Betätigung des unteren Teils der Abzugswippe löst Einzelschüsse aus, der obere bewirkt Dauerfeuer. Die Patronenzufuhr erfolgt durch das seitlich eingesetzte Magazin.
Obwohl das MG 30 nicht zur Ausrüstung der deutschen Streitkräfte gehörte, bildete es die Grundlage für die Flugzeug-Maschinengewehre MG 15 und MG 17 mit dem gleichen Verschlusssystem. Eine Weiterentwicklung des MG 30 war das Universal-Maschinengewehr MG 34, das anstelle des Drehringverschlusses einen Drehkopfverschluss erhielt, der direkt im Lauf verriegelte. Die Patronenzufuhr, zuerst durch das Doppeltrommelmagazin des MG 15, wurde durch eine Gurtzufuhr ersetzt.

## Andere Bezeichnungen
- Steyr-Solothurn S2-200
- Solothurn 31.M Golyoszoro
- Maschinengewehr Solothurn 1930